# 広別汽船
広別汽船（ひろべつきせん）は、かつて日本にあった海運会社。広別航路（呉港-広島港-別府港）に就航する旅客船運行会社で、設立当初は、瀬戸内海汽船と宇和島運輸の共同出資会社だった。晩年は瀬戸内海汽船の完全子会社だった。

## 前史

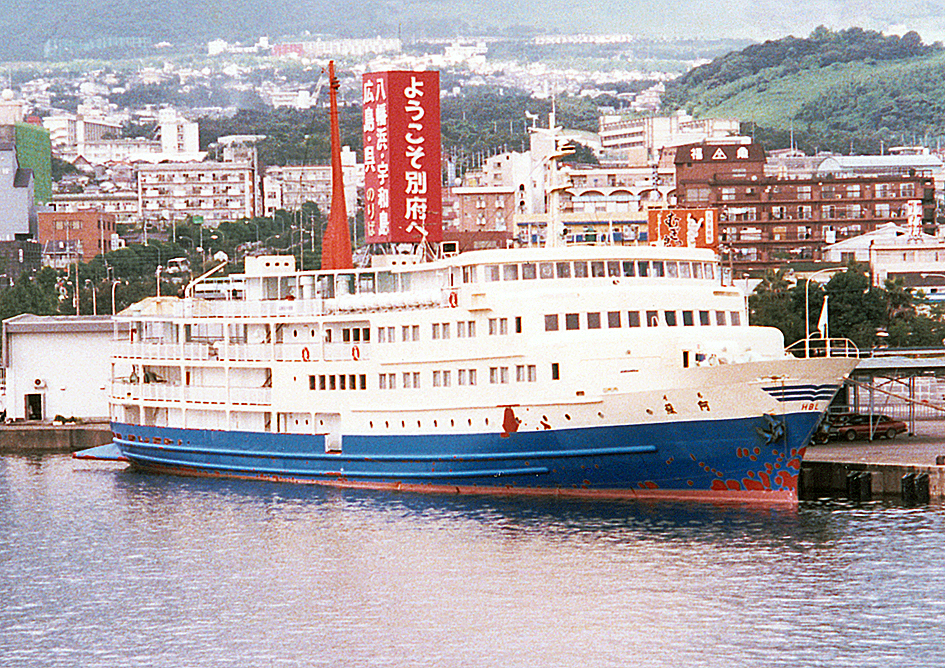
阿蘇

広島-別府航路は広別汽船が就航する以前より、1923年（大正12年）から大阪商船により就航。1942年（昭和17年）の関西汽船設立に伴い運行を移管。第二次世界大戦が悪化により運行休止する、1945年6月まで運行された。
第二次世界大戦後は、1949年（昭和24年）から、関西汽船が宇和島運輸より「うわじま丸」を借り入れて運行を再開。奇数日は大分発、偶数日は呉・広島発と隔日就航していた。
その頃、広島-大分間の移動は時間がかかる鉄道利用が主流であったが利便性向上のために、1952年（昭和27年）1月に瀬戸内海汽船が同航路への就航方針を決定。1952年（昭和27年）2月に、奇数日は呉・広島発、偶数日は大分発にし、「たちばな」による就航申請を行った。その後、就航予定船を「つるみ」に変更する申請を行い、船舶変更承認も有耶無耶なまま、関西汽船と協定を結び、1953年（昭和28年）4月より瀬戸内海汽船による運行を開始した。「つるみ」による運行に対し、抗議などの申し入れがあったが、運行を継続。
1955年（昭和30年）3月の協定終了に合わせて、関西汽船の撤退および、航路を宇和島運輸に委譲し、返還された船により運行することになり、改めて協定を結び、後に広別汽船設立に繋がることになった。
1955年（昭和30年）6月以降、瀬戸内海汽船と宇和島運輸による隔日運行に移行。1963年（昭和38年）8月より相互運行に移行し、1日2便運行した。
1965年（昭和40年）以降、運行船「つるみ」の老朽化と小型化の問題により、両社1隻ずつの小型船の運行から、1隻の1,500t級フェリーの共同運行する案を模索。運行会社についても、新会社設立による移管を検討し、1968年（昭和43年）に、共同出資による新会社設立と、新船建造が決定した。

## 概要
1970年（昭和45年）2月26日に広別汽船を設立、当初の資本金は5000万円で、瀬戸内海汽船と宇和島運輸が50%ずつ出資した。その後、同年8月に増資を行い資本金は1億5000万円になった。
新造船と航路名は一般公募され、船名「阿蘇」・航路名「ハニーライン」が1970年（昭和45年）6月30日の中国新聞で発表された。
新船導入で、輸送計画を大きく上回る乗客が乗船し積み残しが発生。2隻目の建造と、建造までのつなぎとして、長浜・上関フェリーより「ながはま」を借り入れて運行した。
1974年（昭和49年）に、2隻目の旅客船鶴見（1,844.66t）を建造。それに合わせて同年6月に資本金を2億円に増資した。「鶴見」は呉を経由せず、広島-別府間に就航した。しかし、オイルショックによる旅客数の低迷で、1975年（昭和50年）に「鶴見」は日本カーフェリーに売却され、その後しばらくは「阿蘇」1隻による運行になった。
1989年（平成元年）4月20日、「由布」（2,165t）が就航。クルーズ性を高め「クルーズフェリー」と称された。
1995年（平成7年）11月30日に、宇和島運輸所有分の株式を瀬戸内海汽船が取得。瀬戸内海汽船の完全子会社になった。
しかし瀬戸大橋の架橋やバブル経済崩壊による不況の影響などより、1995年（平成7年）以降は赤字状態に転落。1999年（平成11年）5月31日で運行を終了。船員は、同月末で退職した。
その後、同航路をソレイユエクスプレスが2001年から2004年まで高速船で運航していた。ソレイユエクスプレス運航終了後は、広島・徳山〜別府・大分間を運行する高速路線バス別府ゆけむり号が代替する形となっていたが、こちらも2017年をもって路線休止となった。

## 運航船

### 広別汽船設立後
| 船名     | トン         | 就航           | 離脱          | 備考                                                   |
| -------- | ------------ | -------------- | ------------- | ------------------------------------------------------ |
| 阿蘇     | 1,622トン    | 1970年10月23日 | 1989年4月     | 離脱後瀬戸内海汽船に売却され、「インランドシー」になる |
| ながはま | 500t型       | 1971年9月10日  | -             | 長浜・上関フェリーより傭船                             |
| 鶴見     | 1,844.66トン | 1974年         | 1975年        | 1975年6月10日に日本カーフェリーに売却                  |
| 由布     | 2,165トン    | 1989年4月20日  | 1999年5月31日 |                                                        |